# Ik ben echt niet bang!
Ik ben echt niet bang! (Engelse titel: I'm Never Afraid!) is een internationaal bekroonde VPRO-jeugddocumentaire uit 2010 van de Nederlandse regisseur Willem Baptist. De film vertelt het verhaal van de negenjarige Mack Bouwense die ondanks zijn gespiegelde hart (situs inversus) Nederlands kampioen motorcrossen wil worden. De film ging in première tijdens het 23e International Documentary Film Festival Amsterdam (IDFA).
De documentaire werd in zes en half aangesloten dagen gefilmd op 17 rollen Super16-film. Net voor de eerste dag van opnamen brak hoofdrolspeler Mack Bouwense zijn bovenbeen en moesten de opnamen met drie maanden uitgesteld worden. In een interview met het Amerikaanse online tijdschrift VICE verklaarde Baptist dat het overwinnen van zijn eigen angsten, tijdens zijn jeugd, een inspiratiebron vormde om de documentaire te maken.
Ik ben echt niet bang! won de Kinderkastjuryprijs op Cinekid in Amsterdam en ontving in het buitenland meerdere prijzen, waaronder een Golden Gate Award op het 55e internationale filmfestival van San Francisco. De film werd wereldwijd op meer dan honderd filmfestivals vertoond. In 2012 werd de documentaire genomineerd voor een televisievakprijs van het Nederlands Instituut voor Beeld en Geluid.
Op 20 november 2010 werd Ik ben echt niet bang! door de VPRO uitgezonden op Nederland 3. In 2014 zond ARTE de film uit voor Duitstalige landen onder de alternatieve titel Kleine große Helden – Angst kenne ich nicht en in Franstalige landen als Même pas peur.
In 2018 stelde IDFA een lijst samen van de beste vijftien klassieke jeugddocumentaires van de afgelopen jaren. Ik ben echt niet bang! en de veertien andere jeugddocumentaires uit de top 15 werden in april 2020 gratis door IDFA, Cinekid en Zappdoc ter beschikking gesteld aan thuiswerkende kinderen getroffen door de maatregelen rondom de coronapandemie.

## Hoofdrolspeler

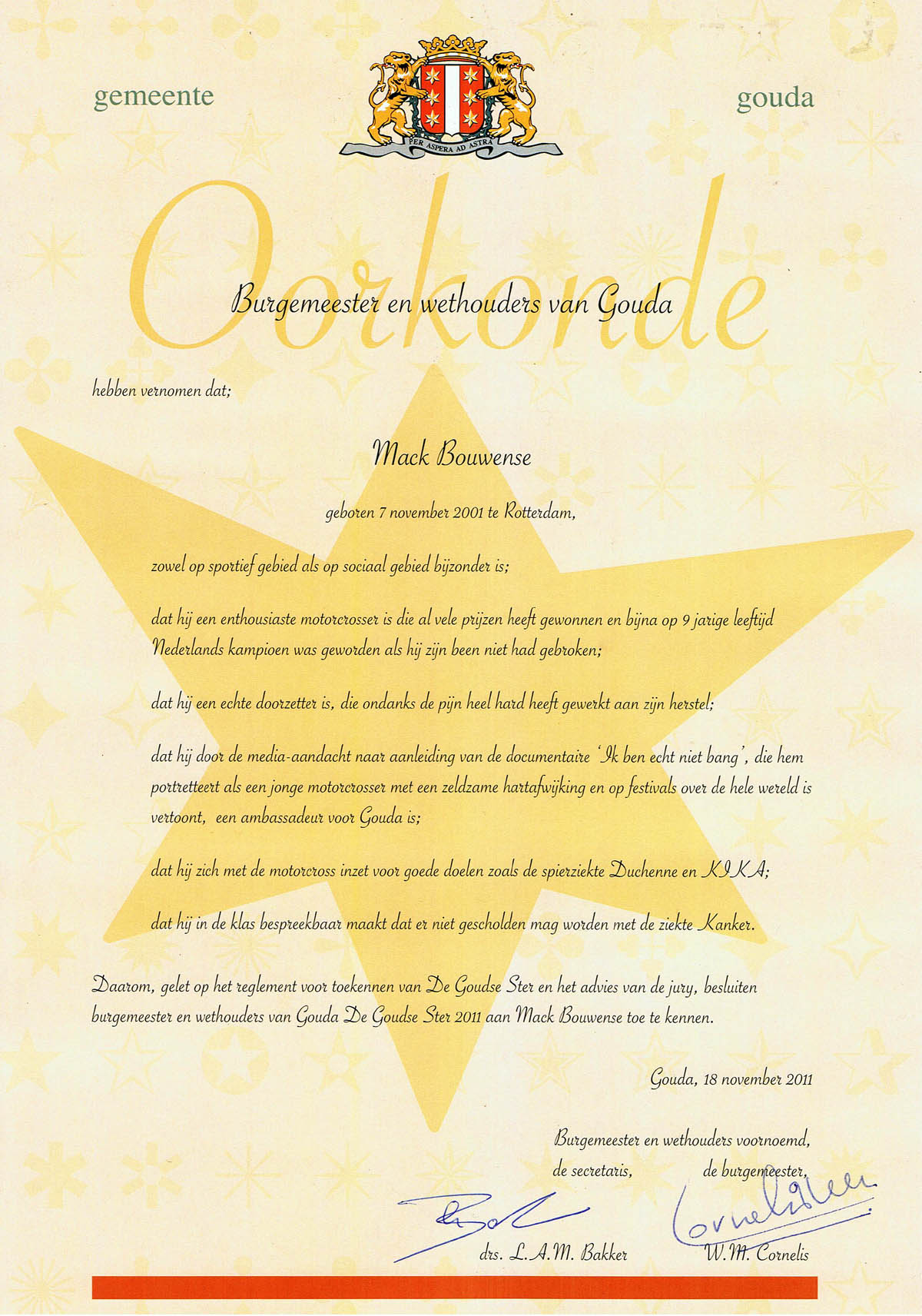
Oorkonde De Goudse Ster 2011

Hoofdrolspeler Mack Bouwense werd na het uitbrengen van de film onder andere door het Jeugdjournaal en het SBS6-nieuwsprogramma Hart van Nederland geïnterviewd over zijn hartafwijking en ervaringen tijdens het maken van de documentaire. In 2011 kreeg Bouwense uit handen van de burgemeester van Gouda het jeugdlintje 'De Goudse Ster 2011' uitgereikt, waarmee Bouwense tot ambassadeur van de stad werd benoemd. In 2014 werd de jonge coureur Nederlands kampioen KNMV 85cc kw.